# يفغيني إيفانوفيتش أليكسييف
يفغيني إيفانوفيتش أليكسييف (الروسية: Евге́ний Ива́нович Алексе́ев) (مواليد 23 مايو [بالتقويم القديم: 11 مايو
] 1843 – وفيات 27 مايو 1917) كان أميرالًا في البحرية الإمبراطورية الروسية، ونائب الإمبراطور في الشرق الأقصى الروسي، والقائد العام للقوات الإمبراطورية الروسية في بورت آرثر وفي منشوريا خلال السنة الأولى من الحرب الروسية اليابانية. 1904-05.

## سيرة شخصية
وفقًا للشائعات، كان أليكسييف ابنًا غير شرعي للإمبراطور ألكسندر الثاني. نشأ أليكسييف على يد عائلة الملازم إيفان ماكسيموفيتش أليكسييف (1796-1849) في سيفاستوبول.
في سن ال 13 التحق أليكسييف بفيلق سي كاديت وأكمل تدريبه بعد ثلاث سنوات. تم تعيينه كضابط صف بحري لمدة أربع سنوات في كورفيت لأخذ رحلة بحرية حول العالم. تم تكليفه كمرسول بحري في عام 1867، وخدم في العديد من السفن في البحرية الإمبراطورية الروسية، وفي عام 1878 تلقى أول أمر قيادة له: الطراد أفريكا، الذي قاده في رحلة حول العالم من 1880 إلى 1883. من 1883 إلى 1888 عمل أليكسييف كملحق بحري لفرنسا. تمت ترقيته إلى رتبة نقيب عام 1886. خلال هذا الوقت، أخذ مكان الدوق الأكبر أليكسي ألكساندروفيتش في السجن بعد أن تم القبض عليه لمشاركته في حالة سكر في بيت دعارة في مرسيليا، وبذلك حصل على رعاية الدوق الأكبر. بعد عودته إلى روسيا في عام 1889، تم تكليفه بقيادة الطراد المحمي أدميرال كورنيلوف. في عام 1891 قام برحلة أخرى حول العالم، هذه المرة برفقة التساريفيتش نيكولاس (القيصر المستقبلي نيكولاس الثاني) كانت هذه الرحلة الشرقية لنيكولاس الثاني.
تمت ترقية أليكسييف إلى رتبة أميرال خلفي في عام 1892 وخدم كواحد من أركان حرب البحرية الإمبراطورية الروسية، أصبح نائب الأدميرال في عام 1894 ونائب رئيس الأركان عام 1895. من 1895 إلى 1897 تولى قيادة أسطول المحيط الهادئ الروسي، في البداية في فلاديفوستوك، ومن ديسمبر 1897، في بورت آرثر في جنوب شبه جزيرة لياودونغ المستأجرة من أسرة تشينغ في الصين. في عام 1898 تم تعيينه حاكم منطقة كوانتونغ المحصنة،  وعُين مرة أخرى قائدًا لأسطول المحيط الهادئ الروسي من عام 1899. شارك في قمع تمرد الملاكمين 1899-1901 في الصين كقائد لسلك الجيش، بعد تعيينه من قبل وزير الحرب ألكسي كوروباتكين وتم ترقيته إلى رتبة جنرال.
أدى فشل روسيا في سحب قواتها من منشوريا كما كان مقررًا بعد نهاية تمرد الملاكمين إلى زيادة قلق الإمبراطورية اليابانية، التي لا تزال منزعجة من التدخل الثلاثي، وضم روسيا الفعلي لشبه جزيرة لياودونغ وزيادة النفوذ الروسي على كوريا الإمبراطورية - التي اعتبرها اليابانيون ضارة بمصالحهم وأمنهم القومي.
كان أليكسييف عضوًا رئيسيًا في "دائرة بيزوبرازوف"، وهي مجموعة استثمارية ذات دوافع سياسية نظمها ألكسندر ميخائيلوفيتش بيزوبرازوف، وكان من بين مستثمريها العديد من الأعضاء من أعلى المستويات في المحكمة الروسية. تهدف "دائرة بيزوبرازوف" إلى إنشاء مؤسسة تجارية تذكرنا بشركة الهند الشرقية البريطانية والتي من شأنها أن تكافئ مستثمريها بالمزايا المالية بينما تمهد الطريق لغزو منشوريا وكوريا. طمأن أليكسييف الإمبراطور بأن زيادة العمل العدواني في المنطقة لن يؤدي إلى رد عسكري من اليابان.
في 13 أغسطس 1903، عين الإمبراطور نيكولا الثاني أليكسييف نائباً للإمبراطور في الشرق الأقصى الروسي، مع كل السلطات المدنية والعسكرية على الممتلكات الروسية في الشرق الأقصى، بما في ذلك منشوريا التي تحتلها روسيا وشبه جزيرة لياودونغ ومنطقة آمور العسكرية الروسية ( بريمورسكي كراي الحالية). بصفته نائبًا للإمبراطور، كان فوق سلطة أي وزارة وكان مسؤولاً مباشرةً أمام القيصر؛ ومع ذلك، ظلت صلاحياته غير معروفة بشكل دقيق - صرح المؤرخ إيان نيش : "هو نفسه لم يكن واضحًا بشأن مدى استقلاليته. . . على أية حال، لم يرحب أليكسييف، الذي كان قد مُنح بالفعل في مايو صلاحيات تنسيق كبيرة جدًا، باللقب الجديد وكاد يرفض قبوله".
مع اندلاع الحرب الروسية اليابانية في 9 فبراير 1904، أصبح أليكسييف قائدًا لجميع القوات البرية والبحرية الروسية في الشرق الأقصى. تولى القيادة المباشرة على سرب المحيط الهادئ الروسي بعد إقالة نائب الأدميرال أوسكار ستارك (24 فبراير 1904) حتى وصول نائب الأدميرال ستيبان ماكاروف (8 مارس 1904) ، ومرة أخرى بعد وفاة ماكاروف (13 أبريل [بالتقويم القديم: 31 مايو
] 1904) حتى تعيين نائب الأميرال نيكولاي سكريدلوف (1 أبريل 1904).
على الأرض، كان لدى أليكسييف خلافات جدية ومستمرة مع الجنرال كوروباتكين، وزير الحرب السابق، حول الاستراتيجية المستخدمة ضد اليابانيين. أجبر أليكسييف كوروباتكين على اتخاذ موقف أكثر عدوانية، على الرغم من إصرار كوروباتكين على شن حرب استنزاف دفاعية حتى الانتهاء من السكك الحديدية العابرة لسيبيريا، والتي ستجلب التعزيزات والإمدادات. بعد أمر مباشر من القيصر، غادر أليكسييف بورت آرثر في 5 مايو 1904 متوجهاً إلى موكدين، وبعد الهزيمة الروسية في معركة شاهو (من 5 إلى 17 أكتوبر 1904 ، بالإسلوب جديد)، أُعفي من قيادته وأمر بالعودة إليه في سانت بطرسبرغ في 12 أكتوبر 1904.
في يونيو 1905، تم إلغاء منصب نائب الإمبراطور، وأصبح أليكسييف عضوًا في مجلس الدولة للإمبراطورية الروسية. في سنواته الأخيرة انتقل إلى أرمينيا الروسية وعمل مدرسًا في مدرسة. في أبريل 1917، في أعقاب ثورة فبراير وتنازل الإمبراطور نيكولاي الثاني في مارس 1917، تقاعد من الحياة العامة. توفي بعد بضعة أسابيع في يالطا، في 9 يونيو [بالتقويم القديم: 27 مايو
] 1917.

## أوسمة
- وسام القديس ستانيسلاوس من الدرجة الثالثة، 1871.
- وسام تاج إيطاليا، صليب الضابط 1873 (إيطاليا).
- وسام القديس فلاديمير من الدرجة الرابعة مع القوس ، 1875.
- وسام عثمينية من الدرجة الرابعة 1876 (الإمبراطورية العثمانية).
- وسام القديس ستانيسلاوس الثاني من الدرجة الثانية 1877.
- وسام القديسة آن من الدرجة الثانية 1879.
- وسام جوقة الشرف القائد ، 1888 (فرنسا).
- وسام الفادي ، صليب القائد 1889 (اليونان).
- وسام القديس فلاديمير من الدرجة الثالثة 1890.
- وسام القديسة آن من الدرجة الأولى 1896.
- وسام التنين المزدوج، 1886 (الصين).
- وسام الشمس المشرقة من الدرجة الأولى 1896 (اليابان).
- وسام القديس فلاديمير من الدرجة الثانية 1898.
- وسام النسر الأبيض بالسيوف عام 1901.
- وسام جوقة الشرف جراند كروا، 1901 (فرنسا).
- وسام النسر الأحمر، الدرجة الأولى بالسيوف، 1901 (بروسيا).
- وسام ليوبولد الثاني، غراند كروس، 1901 (بلجيكا).
- وسام القديس جورج من الدرجة الثالثة 1903.
- وسام القديس الكسندر نيفسكي 1906.
- وسام القديس فلاديمير من الدرجة الأولى.
- وسام القديس ستانيسلاوس من الدرجة الأولى.

## ملحوظات
1. 1 2 3 4 5 6  Kowner,  Historical Dictionary of the Russo-Japanese War, p. 32-33.
2. ↑  Figes, Orlando (1996). A People's Tragedy: The Russian Revolution, 1891-1924. London: Jonathan Cape. pp. 168–169. (ردمك 0-224-04162-2). 35657827.
3. ↑  Ian Nish, The Origins of the Russo-Japanese War (Longman, 1985; (ردمك 0-582-49114-2)), pp. 174-75.